# يواكيم ماتشادو دي كاسترو
يواكيم ماتشادو دي كاسترو (بالبرتغالية: Joaquim Machado de Castro‏) هو نحات برتغالي، ولد في 19 يونيو 1731 في قلمرية في البرتغال، وتوفي في 17 نوفمبر 1822 في لشبونة في البرتغال.